# Geogamasus
Geogamasus är ett släkte av spindeldjur. Geogamasus ingår i familjen Ologamasidae.

## Dottertaxa tillGeogamasus, i alfabetisk ordning[1]
- Geogamasus apophyseus
- Geogamasus arcus
- Geogamasus ardoris
- Geogamasus bicirrus
- Geogamasus bisetosus
- Geogamasus brevisetosus
- Geogamasus brevitondentis
- Geogamasus cochlearis
- Geogamasus coxalis
- Geogamasus cuneatus
- Geogamasus delamarei
- Geogamasus diffindentis
- Geogamasus fibularis
- Geogamasus filicuspidis
- Geogamasus flagellatus
- Geogamasus foliaceus
- Geogamasus forcipis
- Geogamasus fornix
- Geogamasus furcatius
- Geogamasus howardi
- Geogamasus incisus
- Geogamasus levispiritus
- Geogamasus longisetosus
- Geogamasus minimus
- Geogamasus monocuspidis
- Geogamasus pentaspinosus
- Geogamasus pisciformis
- Geogamasus pugionis
- Geogamasus reticulatus
- Geogamasus skoshi
- Geogamasus trispinosus
- Geogamasus tuberosus